# ヤレリス・バリオス

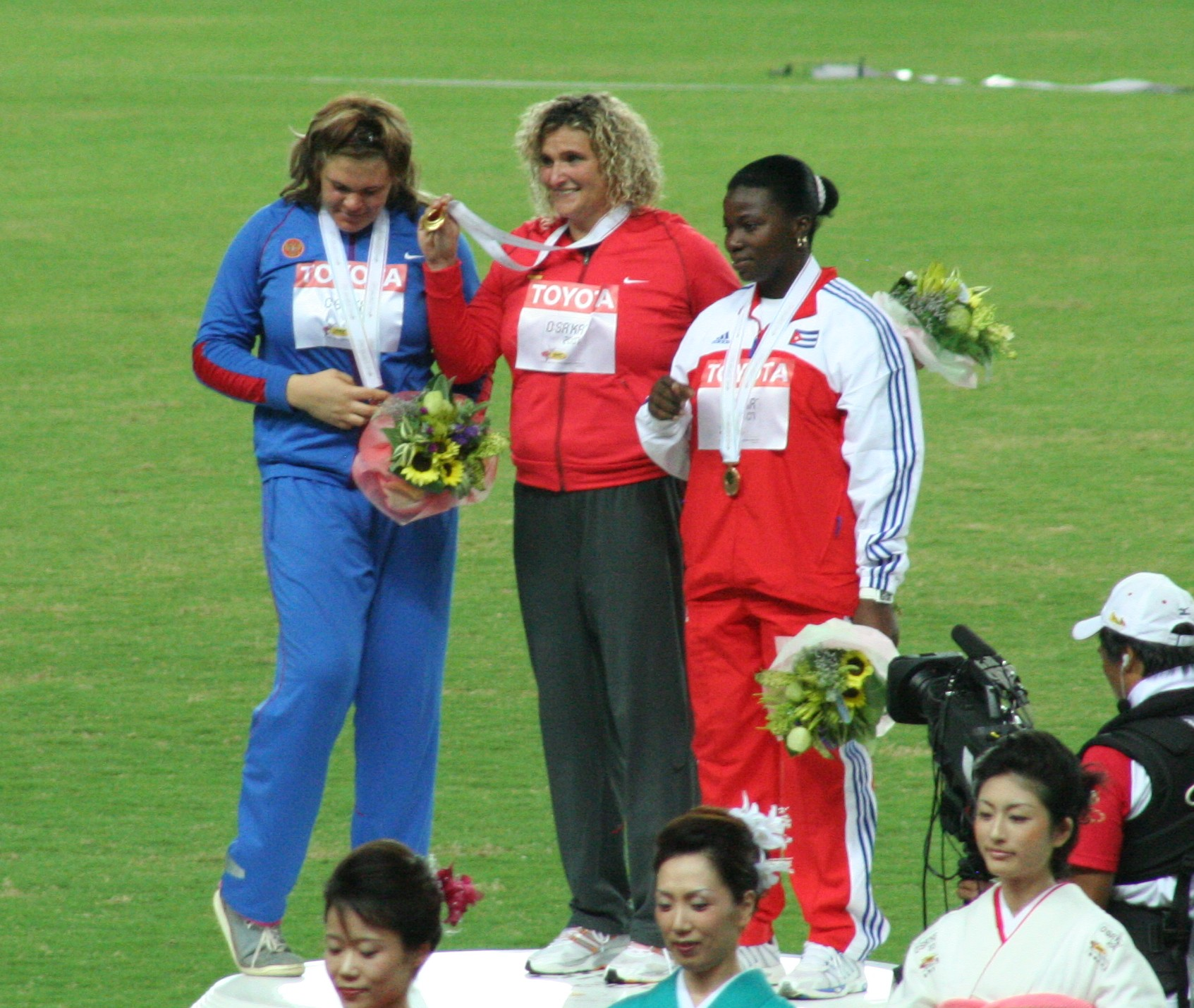
世界選手権大阪大会（2007年）にて（写真右の選手）

ヤレリス・バリオス・カスタニェーダ（Yarelys Barrios Castañeda、1983年7月12日 - ）は、円盤投を専門とするキューバの女性陸上競技選手。ピナール・デル・リオ州ピナール・デル・リオ出身。ヤレリス（Yarelys）の表記はYarelisも用いられる。2012年ロンドンオリンピック銅メダリスト。なお、2008年北京オリンピックでは銀メダルを獲得したが、後にドーピング違反が発覚し剥奪された。
IAAFダイヤモンドリーグの女子円盤投では、2010年と2011年に2年連続で年間王者に輝いた。2012年のキューバの国内選手権では自己新記録の68m03をマークして優勝した。

## 主な成績
| 年           | 大会                     | 開催地                            | 順位         | 種目         | 記録          |
| キューバ代表 | キューバ代表             | キューバ代表                      | キューバ代表 | キューバ代表 | キューバ代表  |
| ------------ | ------------------------ | --------------------------------- | ------------ | ------------ | ------------- |
| 2005         | アルバ競技大会           | キューバ ハバナ                   | 1位          | 円盤投       | 60m41         |
| 2005         | 中米カリブ選手権         | バハマ ナッソー                   | 1位          | 円盤投       | 56m59         |
| 2006         | 中米カリブ選手権         | コロンビア カルタヘナ             | 2位          | 円盤投       | 58m22         |
| 2007         | 世界選手権               | 日本 大阪                         | 2位          | 円盤投       | 63m90         |
| 2007         | パンアメリカン競技大会   | ブラジル リオデジャネイロ         | 1位          | 円盤投       | 61m72         |
| 2007         | ユニバーシアード         | タイ バンコク                     | 1位          | 円盤投       | 61m36         |
| 2008         | 中米カリブ選手権         | コロンビア サンティアゴ・デ・カリ | 1位          | 円盤投       | 62m87         |
| 2008         | オリンピック             | 中国 北京                         | 2位（抹消）  | 円盤投       | 63m64（抹消） |
| 2009         | アルバ競技大会           | キューバ ハバナ                   | 2位          | 円盤投       | 63m24         |
| 2009         | 中米カリブ選手権         | キューバ ハバナ                   | 1位          | 円盤投       | 62m10         |
| 2009         | 世界選手権               | ドイツ ベルリン                   | 2位          | 円盤投       | 65m31         |
| 2010         | イベロアメリカン選手権   | スペイン サン・フェルナンド       | 2位          | 円盤投       | 59m96         |
| 2010         | IAAFコンチネンタルカップ | クロアチア スプリト               | 3位          | 円盤投       | 62m58         |
| 2011         | 世界選手権               | 韓国 大邱                         | 3位          | 円盤投       | 65m73         |
| 2011         | パンアメリカン競技大会   | メキシコ グアダラハラ             | 1位          | 円盤投       | 66m40         |
| 2012         | オリンピック             | イギリス ロンドン                 | 3位※         | 円盤投       | 66m38         |
| 2013         | 世界選手権               | ロシア モスクワ                   | 3位          | 円盤投       | 64m96         |

※バリオスはロンドンオリンピックで当初4位入賞であったが、銀メダルを獲得したダリヤ・ピシャルニコワがドーピングで失格となったため、繰り上げで銅メダルとなった。